# Covarachia

Localização de Covarachia no departamento de Boyacá.

Coravachia é um município no departamento de Boyacá, na Colômbia.